# Demansia shinei
Demansia shinei là một loài rắn trong họ Rắn hổ. Loài này được Shea mô tả khoa học đầu tiên năm 2007.